# بلامين كوليف
بلامين كوليف (بالبلغارية: Пламен Колев)‏ هو لاعب كرة قدم بلغاري في مركز حراسة المرمى، ولد في 9 فبراير 1988 في ستارا زاغورا في بلغاريا. لعب مع نادي بيروي ستارا زاغورا ونادي تشيرنو مور فارنا ونادي فيريا.

## وصلات خارجية
- بلامين كوليف على موقع قاعدة بيانات كرة القدم.إي يو (الإنجليزية)
- بلامين كوليف على موقع Soccerway.com (الإنجليزية)